# Švihov (Plzeň)
Švihov è una città della Repubblica Ceca facente parte del distretto di Klatovy, nella regione di Plzeň.

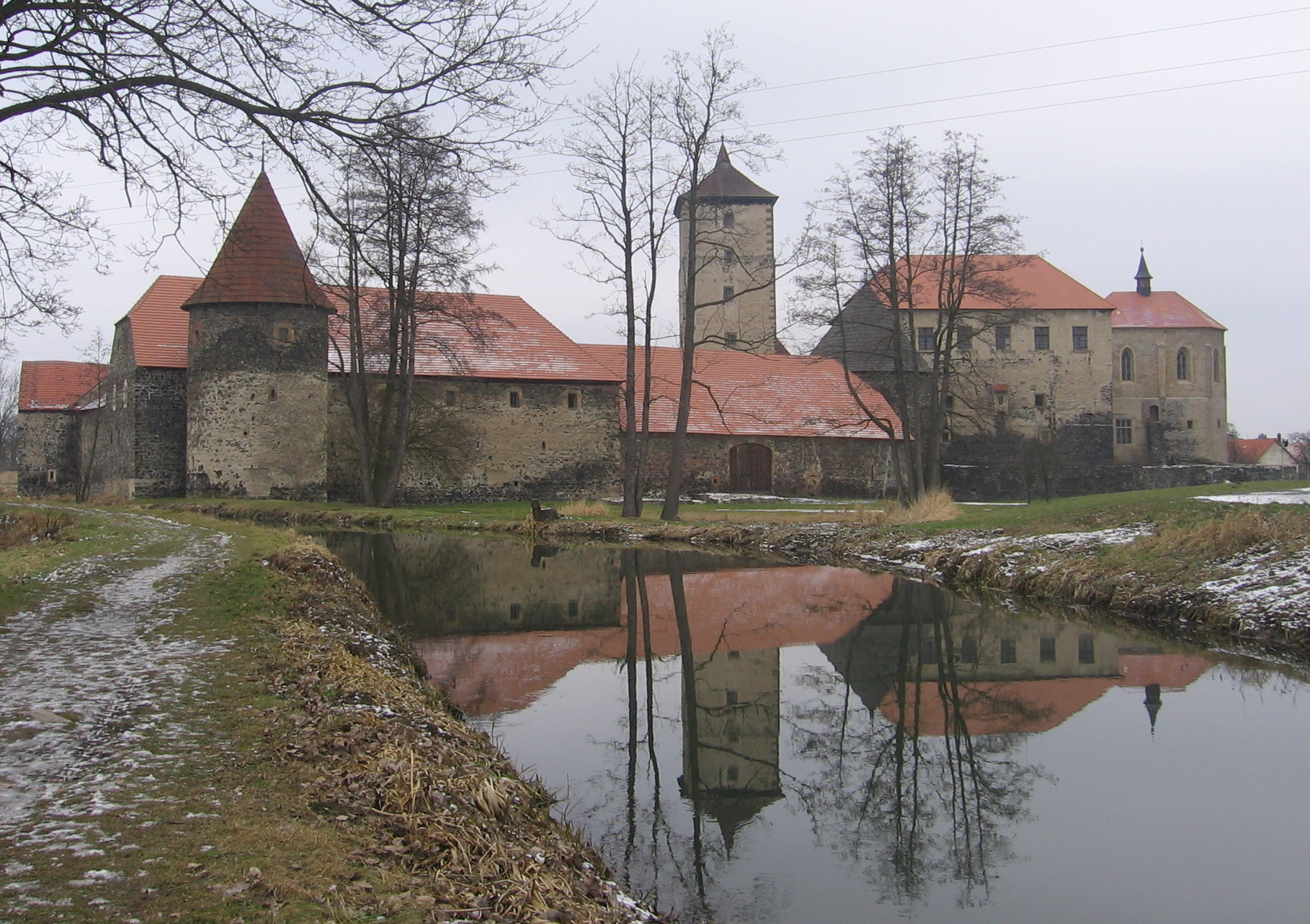
Il castello di Švihov

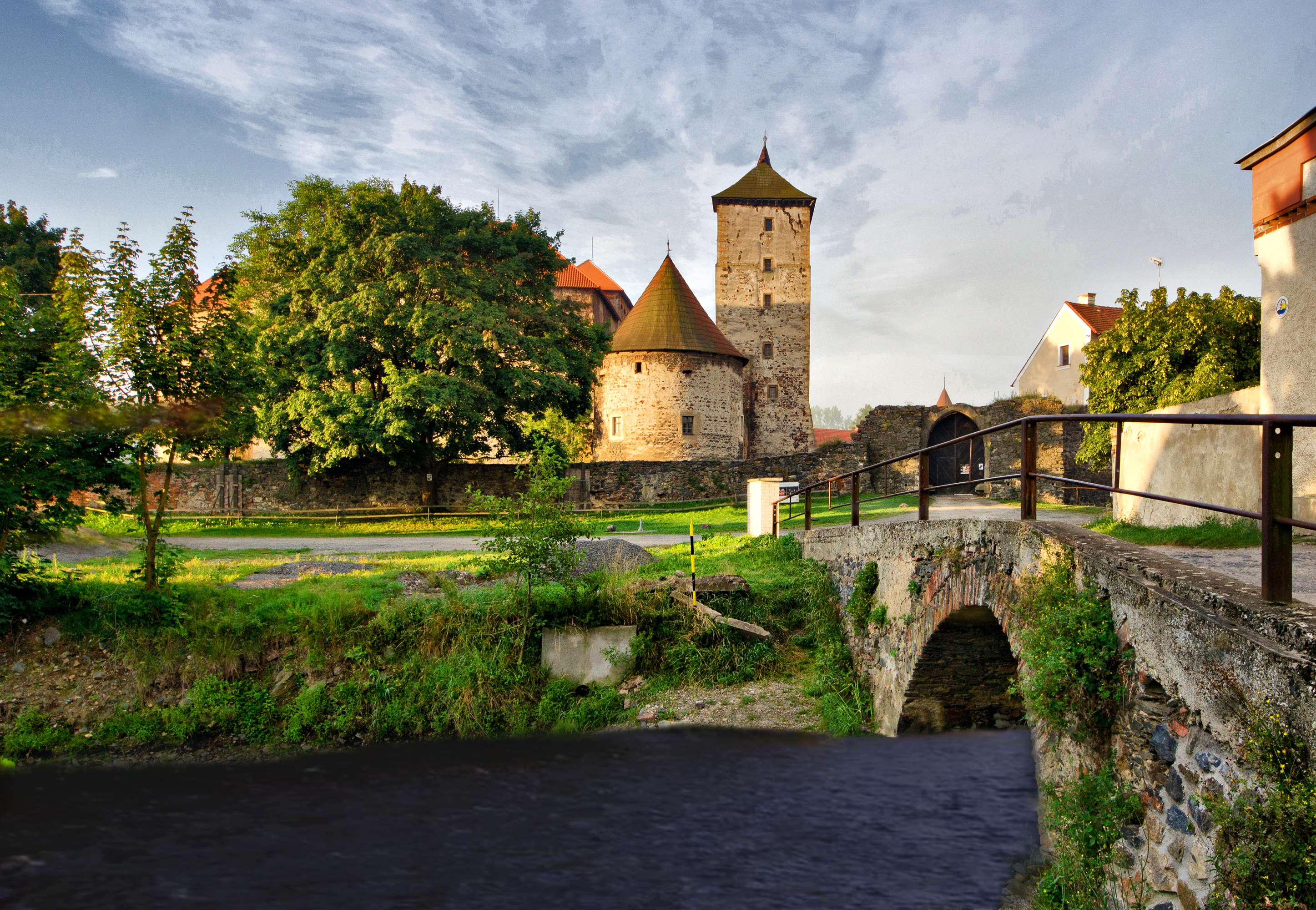
Veduta da nord, con la torre principale

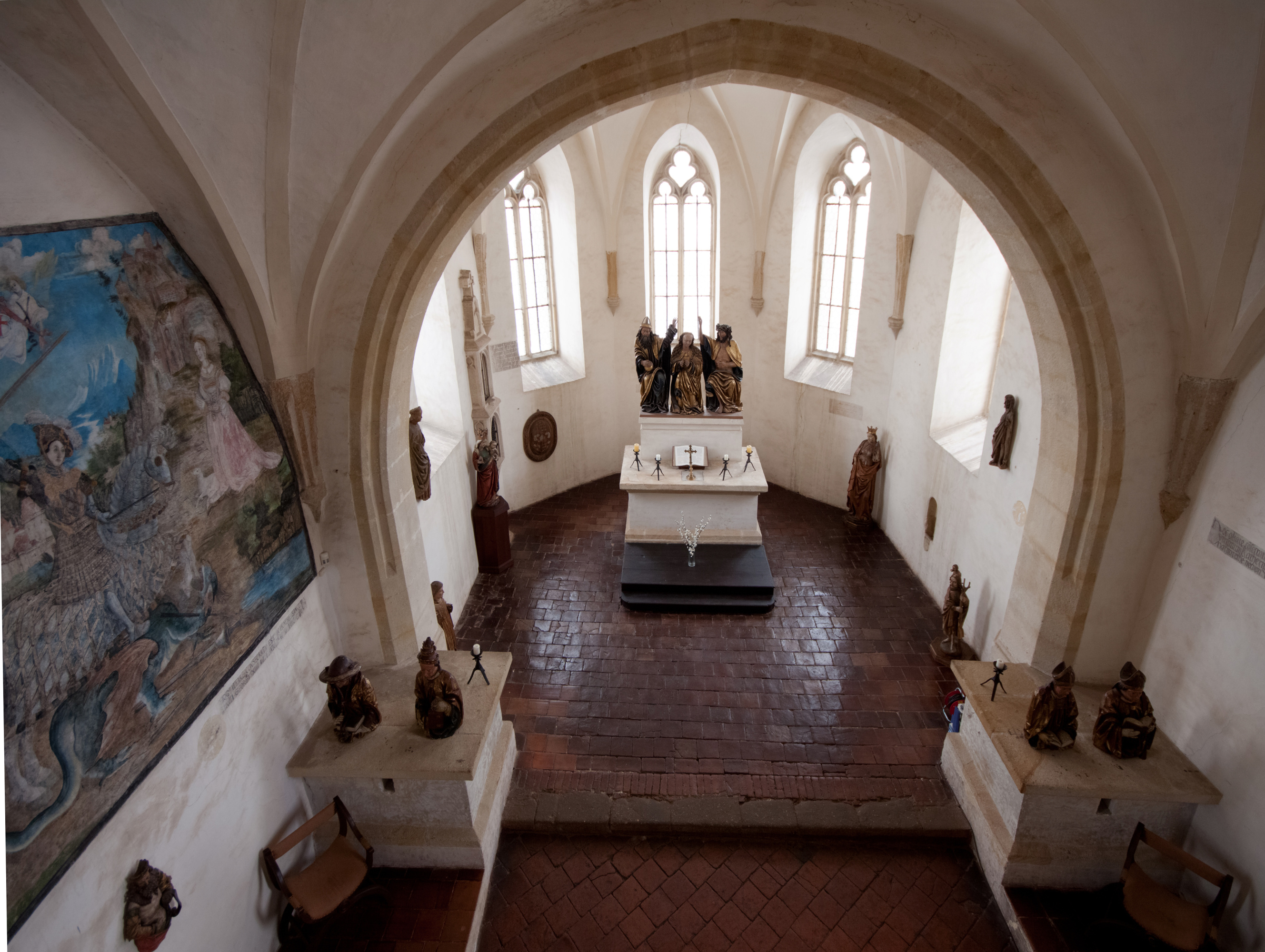
Cappella

## Il castello
Si tratta di un castello sulle acque della fine del XVI secolo, ultimato intorno al 1530.  Il progetto fu il famoso architetto ceco Benedikt Rejt.
Dopo la guerra dei trent'anni il castello non fu più abitato e nel 1860 venne completamente abbandonato.
Gli interni del castello racchiudono significativi allestimenti, con un collezioni di armi, una cappella con sculture gotiche e affreschi e un'esposizione di marionette.

## Galleria d'immagini

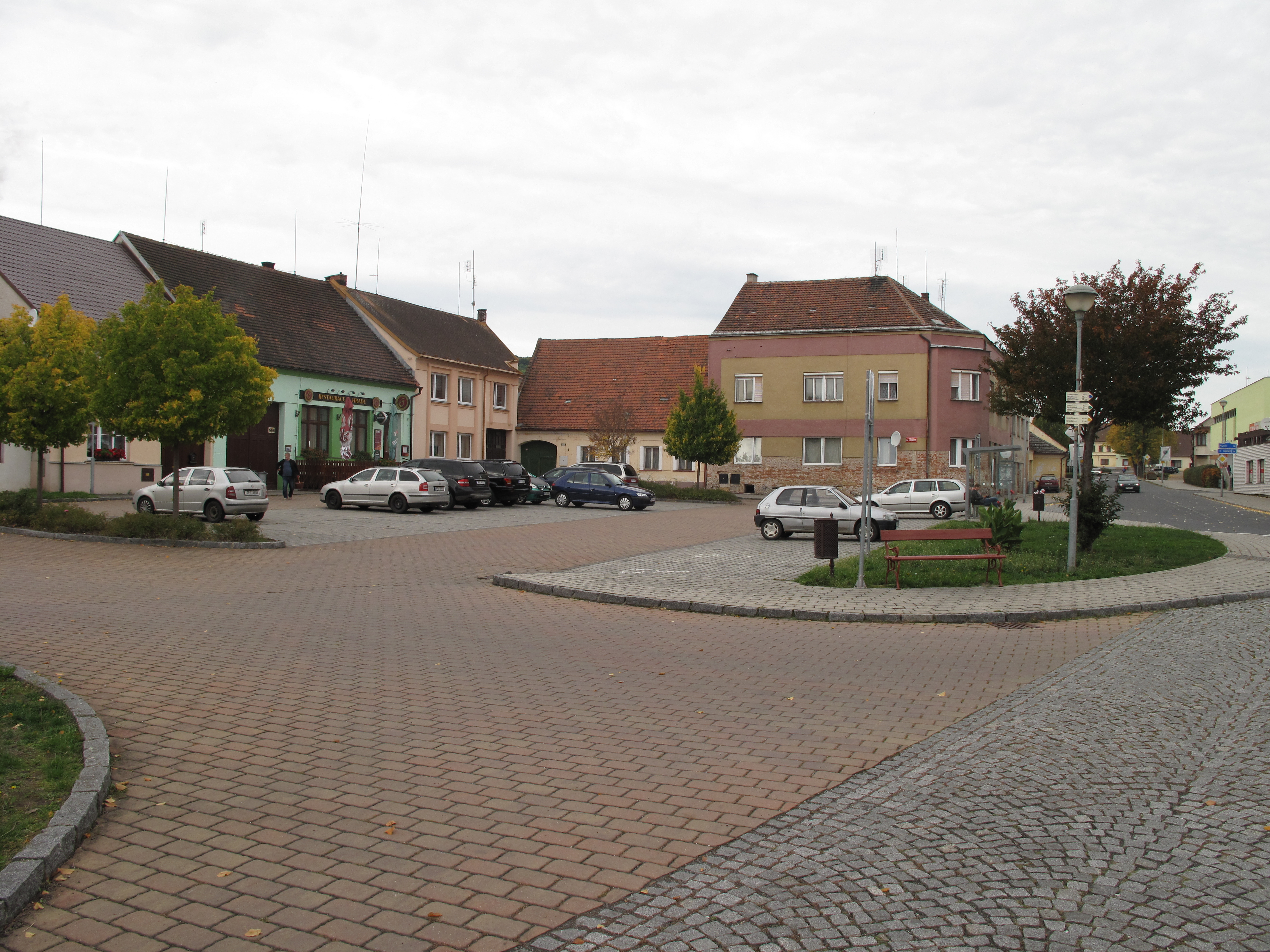
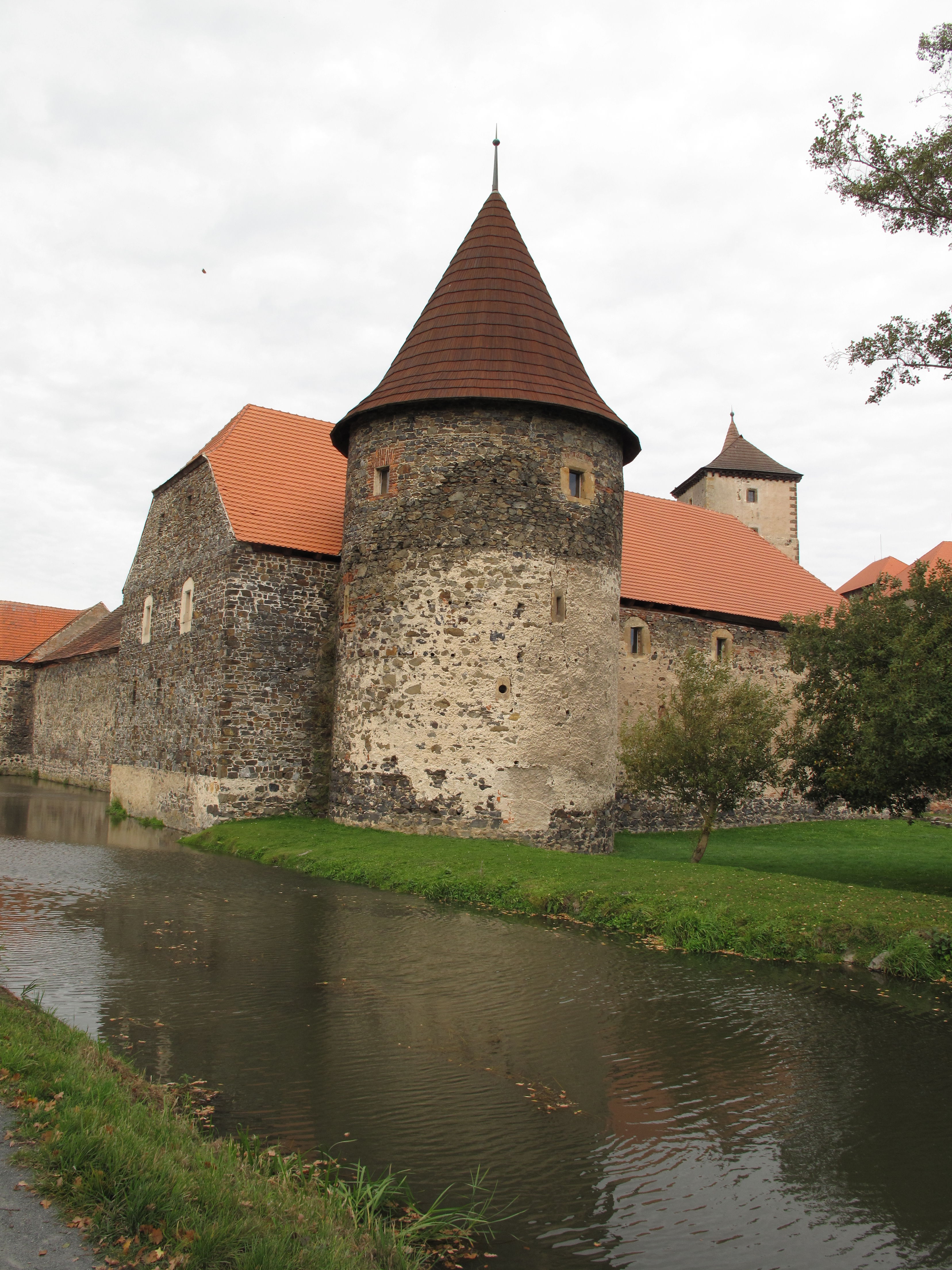
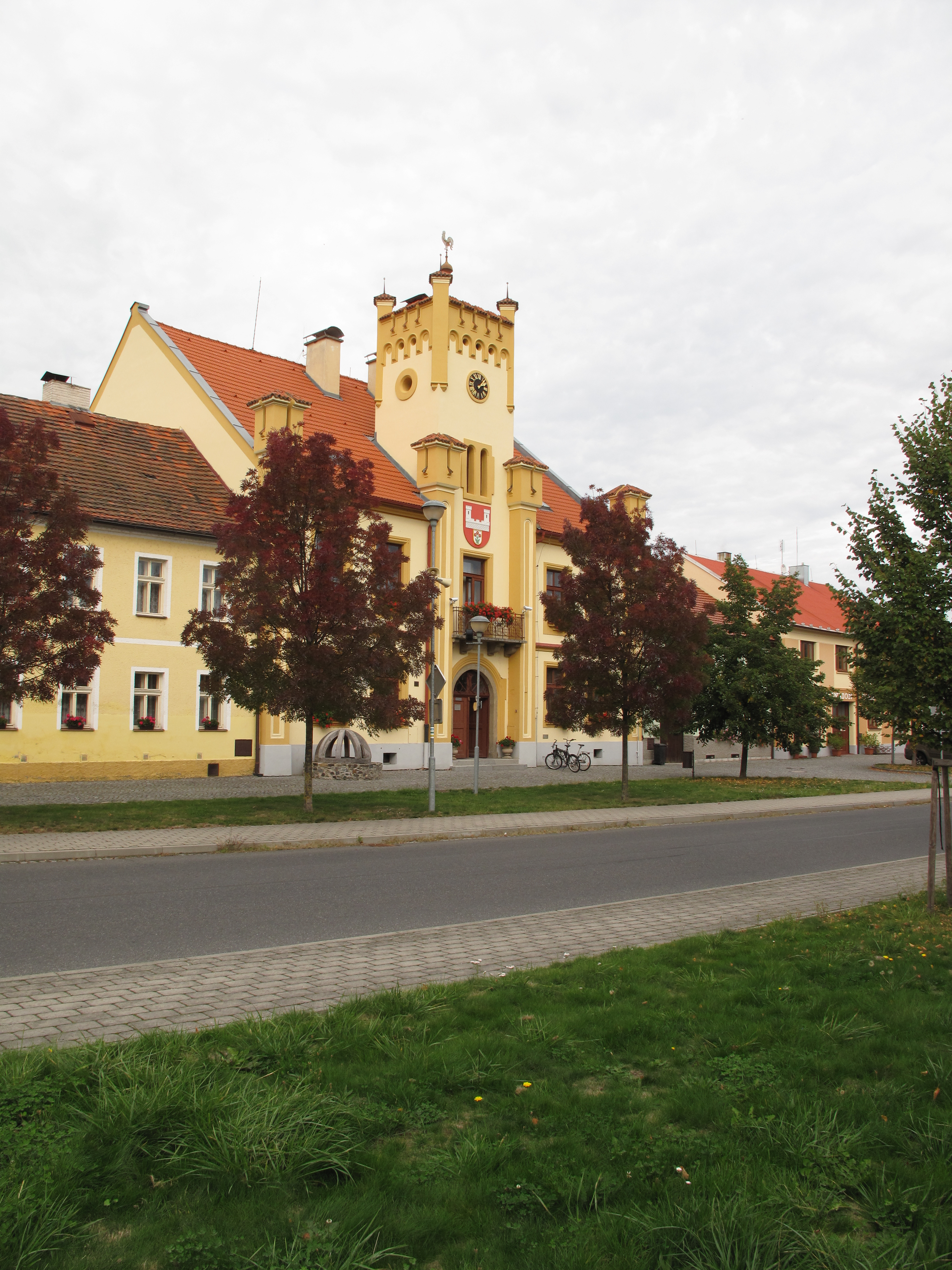